# Bonus track
Una bonus track (dall'inglese: traccia bonus) è un brano musicale incluso solo in alcune versioni o riedizioni di un album già pubblicato. Ciò è spesso fatto a scopo promozionale, per incentivare all'acquisto clienti che altrimenti difficilmente avrebbero comprato l'album, o anche al riacquisto a clienti che già possiedono altre versioni dello stesso (senza la bonus track), in particolare i collezionisti; altre volte invece l'aggiunta di una bonus track rappresenta un modo per ripagare i fan di un album sovrapprezzato, come ad esempio accade in Giappone, che ha delle tasse per gli album importati particolarmente alte rispetto agli altri paesi. Diversamente dalle tracce nascoste, le bonus track sono incluse nella lista delle tracce.
Molte edizioni internazionali - più comunemente edizioni giapponesi o europee di album americani, commercializzate anche in altri luoghi, ma anche semplicemente da ovest a est - contengono alcune bonus track. Si tratta spesso di album che raccolgono più singoli; poiché l'industria musicale europea e americana è più "veloce" di quella del resto del mondo, vengono prodotti più singoli, che vengono poi spesso pubblicati come bonus track per i mercati stranieri.